# Коутинью, Родригу де Соуза
Родри́гу Доми́нгуш де Со́уза Коути́ньо Тейше́йра де Андра́де Барбо́за (порт. Rodrigo Domingos de Sousa Coutinho Teixeira de Andrade Barbosa; 4 августа 1755 , Шавиш, Вила-Реал — 26 января 1812, Рио-де-Жанейро, Бразилия) — португальский и бразильский политический, дипломатический и государственный деятель, историк, писатель. 1-й граф де Линарес. Член Королевской академии наук в Лиссабоне.

## Биография
Сын генерал-губернатора Португальской Западной Африки.
Окончил Королевский дворянский коллегиум, затем изучал право в Коимбрском университете.
Благодаря покровительству влиятельного португальского политика графа Помбала, приходящегося ему крёстным отцом, сделал быструю карьеру. Начал свою дипломатическую карьеру после смерти короля Жозе I.
В 1779—1796 годах был португальским послом при дворе Сардинии в Турине (назначен в 1777, в Турин прибыл в 1779).
Вернувшись из Турина, занял пост министра и государственного секретаря военно-морского флота и заморских доминионов. Организовал Инженерно-строительный корпус, совет по финансам ВМФ и Королевскую морскую компанию.
В 1801—1803 — секретарь департамента финансов и президент Королевского казначейства. Осуществил ряд реформ в этой области. Из-за разногласий в правительстве по вопросу о политическом и военном союзе с Францией, в 1803 году ушёл в отставку и отошёл от общественной жизни. Вернулся во власть в 1807 году в качестве советника короля Жуана VI.
Во время угрозы нападения Наполеона в ходе, так называемых Пиренейских войн начала XIX века, и испано-французской оккупации Лиссабона, сопровождал королевскую семью при переезде двора в Бразилию.
Был министром в правительстве Бразилии в первые два десятилетия XIX-го века
Занимал пост государственного секретаря по вопросам иностранных дел (министром иностранных дел).
В 1808—1812 — военный министр Бразилии.
Создал в Бразилии ряд важных госучреждений, таких как, Королевский военный архив, Королевскую военную академию, Совет по военным финансам, несколько армейских арсеналов, фабрик и литейных цехов, продолжил часть реформ, начатых в Португалии. Д. Родриго де Соуза Коутиньо стимулировал создание Банка Бразилии и подписание Договора о союзе и торговле с Англией в 1810 году.
Граф Линарес в 1808 году стал Командором Большого креста Ависского ордена и Командором Ордена Башни и Меча.
Умер в Рио-де-Жанейро.
Автор книг по истории и политике Португалии. Опубликовал несколько работ, в том числе, политические размышления о путях создания и усовершенствования в Португалии культуры и производства шёлка (1784), о торгово-экономических отношениях с Италией (1795), об улучшениях в районах Южной Америки (1797).

## Избранные сочинения
- «Portugal como Problema», volume V — A Economia como Solução, 1625—1820. Público/Fundação Luso-Americana, Lisboa, 2006.
- DE SOUSA COUTINHO, D. Rodrigo. «Memória sobre o melhoramento dos domínios de Sua Majestade na América», 1797, in «Textos Políticos, Económicos e Financeiros, 1783—1811», introducção e direcção de edição de Andrée Diniz da Silva, Lisboa, Banco de Portugal, 1993, tomo II.
- DE SOUSA COUTINHO, D. Rodrigo. «Representação ao Príncipe Regente sobre um plano de fazenda», 1799, in «Textos Políticos, Económicos e Financeiros, 1783—1811», introducção e direcção de edição de Andrée Diniz da Silva, Lisboa, Banco de Portugal, 1993, tomo II.
- Carta Régia ao clero, nobreza e povo do Reino de 7 de março de 1810, in «Colecção de Legislação Portuguesa desde a última compilação das Ordenações», redigida pelo Desembargador António Delgado da Silva, Lisboa, Tipografia Maigrense, 1826, tomo 1802—1810.
- DE SOUSA COUTINHO, D. Rodrigo. «Apontamentos em defesa do Tratado de Comércio de 1810», 1811, in «Textos Políticos, Económicos e Financeiros, 1783—1811», introducção e direcção de edição de Andrée Diniz da Silva, Lisboa, Banco de Portugal, 1993, tomo II.

## Память
- В честь Д. Родриго де Соуза Коутиньо, графа Линареса, который был министром в правительстве Бразилии в первые два десятилетия XIX-го века, в Бразилии в штате Эспириту-Санту назван муниципалитет Линарес.[3]